# Drosera stolonifera
Drosera stolonifera är en sileshårsväxtart som beskrevs av Stephan Ladislaus Endlicher. Drosera stolonifera ingår i släktet sileshår, och familjen sileshårsväxter.
Artens utbredningsområde är:
- Ashmore-Cartieröarna.
- Western Australia.

## Underarter
Arten delas in i följande underarter:
- D. s. compacta
- D. s. humilis
- D. s. porrecta
- D. s. stolonifera

## Bildgalleri

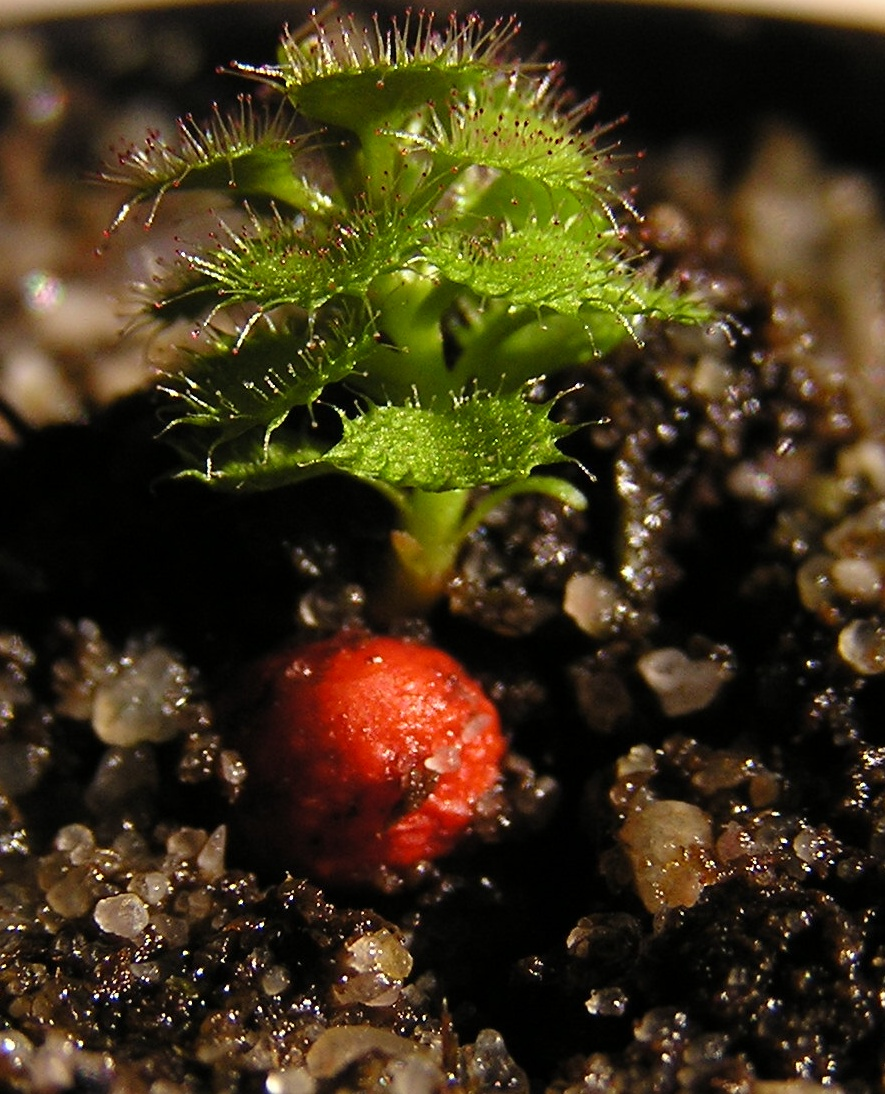